# Italsiel
Italsiel - Società Italiana Sistemi Informativi Elettronici S.p.A. era la principale azienda italiana nel settore del Software e Servizi Informatici.

## Storia
Viene fondata il 13 febbraio 1969 a Roma da Sagea (51%), STET (15%), Finmeccanica (15%), Olivetti (15%), Finsider (3%) ed IRI (1%), sulla base di un progetto lungimirante di politica industriale voluto da Pasquale Saraceno che ne rimane a lungo il Presidente, diventando la prima software house dopo la cessione di Olivetti - Divisione Elettronica a General Electric.
Italsiel riceve la missione di operare nei campi della progettazione e della creazione di software, banche dati e sistemi informativi ed operativi elettronici, compresa la formazione del personale della committenza che avrebbe adoperato tali prodotti e l'assistenza postvendita.
In seguito assume anche compiti di gestione e manutenzione degli impianti informatici.
L'obiettivo è quello di affermarsi come fornitore di servizi ICT per la pubblica amministrazione, in concorrenza con IBM: il primo cliente è la Ragioneria Generale dello Stato per cui sviluppa il sistema informativo, a cui seguiranno Ministero delle Finanze, Corte dei Conti, Ministero della Salute, Ministero dei Beni Culturali, Ministero dell'Agricoltura e Ministero della Pubblica Istruzione.
Crea il primo sistema informativo elettronico regionale nel 1974, in Friuli-Venezia Giulia, tramite la controllata Informatica Friuli-Venezia Giulia (poi Insiel). Dopo il Terremoto del Friuli del 1976, grazie ai sistemi Italsiel si poteva monitorare in tempo reale la disponibilità di posti letto ed localizzare i feriti ricoverati nei principali presidi sanitari della regione, connessi in rete tra di loro.
Nel 1976 costituisce Sogei, incaricata dal Ministero delle finanze di creare e gestire l'anagrafe tributaria italiana, inventore del codice fiscale e della partita iva.
Con il 1981 entra a far parte di Finsiel, caposettore IRI per l'informatica, leader italiano del mercato, secondo in Europa per fatturato, con lo 0.3% di quota di mercato mondiale nel settore software, l'1.5% in Europa ed il 12% in Italia.
Cinque anni più tardi realizza con Finsiel il Sistema Informativo Agricolo Nazionale.
A cavallo tra il 1989 ed il 1990 crea il software per il primo Centro unico di prenotazione in Italia, a Bologna.
Nel 1993 anche la Comunità Europea sceglierà i prodotti informatici Italsiel: chiude l'anno con 465 miliardi di lire di fatturato e 21,8 miliardi di utile, attiva in una pluralità di settori, tra cui pubblica istruzione e sanità occupando più di 2000 dipendenti.
Viene fusa in Finsiel nel 1994.
Nel 2005, AlmavivA, società che la controlla, ha dato il nome Italsiel a una società consortile per sistemi informativi.